# کوسی نوماتا
کوسی نوماتا (ژاپنی: 沼田 航征؛ زادهٔ ۱۲ ژانویهٔ ۲۰۰۲) یک بازیکن فوتبال اهل ژاپن است.
از باشگاه‌هایی که در آن بازی کرده‌است می‌توان به باشگاه فوتبال توکیو اشاره کرد.